# 兩色雙珠螺
兩色雙珠螺（学名：Mastonia ikukoae）为左錐螺科雙珠螺屬下的一个种。